# Blackbox (Online-Community)
Die Blackbox war eine 1992 als Wiener Mailbox für Politik und Jugendkultur gegründete Online-Community, die sich während der ersten zwei Jahre ihres Bestehens als größte und medienpräsenteste virtuelle Gemeinschaft Österreichs etablierte und diese Stellung etwa drei Jahre lang halten konnte. Am Höhepunkt ihres Erfolgs gegen Ende 1997 hatte die Blackbox um die viertausend aktive User und galt als wesentlicher Baustein der österreichischen Zivilgesellschaft. Anders als die meisten damaligen Mailboxen und das damalige Internet wurde sie nicht von stereotypischen Technikspezialisten dominiert, sondern wies einen hohen Anteil an Schülern, Studenten sozialwissenschaftlicher und anderer nichttechnischer Fächer, Kulturschaffenden, Publizisten und Politaktivisten auf.
Die Blackbox verlor ihre Bedeutung im Lauf der folgenden beiden Jahre wieder und wurde in ihrer ursprünglichen Form Ende 1999 stillgelegt. Das anstelle dessen 1998 eingerichtete Webmail- und Webforen-Angebot existierte trotz geringer gewordenem Bekanntheitsgrad bis Ende 2009. Da auch der Relaunch 2010 als „Forum für Politik und Gesellschaft“ die frühere Bedeutung bei weitem nicht erreichte, wurde der Betrieb Ende November 2012 eingestellt. Die E-Mail-Adressen der blackboxeigenen Domains verwaltet seitdem das Unternehmen Mediaclan.

## Gründung als Mailbox
Die Blackbox ging in der Nacht vom 11. auf den 12. November 1992 als BBS bzw. Mailbox für Politik und Jugendkultur im Nahbereich der Sozialistischen Jugend Österreich online. Die je nach Quelle drei oder vier unmittelbaren Gründer der Blackbox hatten sich jeder bereits mehrere Jahre lang in der Sozialistischen Jugend engagiert. Der Mitinitiator und spätere Abgeordnete zum Nationalrat Kai Jan Krainer zum Beispiel war Wiener Landessekretär der Organisation, der Hauptinitiator Michael Eisenriegler ein ehemaliger Pressesprecher. Eisenriegler war als Student der Publizistik an der Universität Wien darüber hinaus auch im Verband Sozialistischer StudentInnen aktiv.
Den Betreibern gelang es, ihre entsprechenden Beziehungen in Subventionen, öffentliche Aufträge und vor allem kostenlose Promotion durch die Stadt und das Unterrichtsministerium umzusetzen. Unter anderem war die Blackbox mehrere Jahre lang das offizielle virtuelle Forum aller öffentlichen Schulen der Stadt. Am 6. Dezember 1995 wurde sie im Rahmen einer Gala im Wiener Messepalast unter der Bezeichnung Digitale Stadt Wien sogar zum offiziellen virtuellen Forum der Stadt als solcher erklärt.
Die Blackbox wurde aufgrund derartiger Förderung rasch weit über den Kreis klassischen Mailboxpublikums hinaus bekannt. Sie verfügte außerdem über die Mittel, die so entstehende Nachfrage auch zu bedienen und ihre Expansionsschritte relativ langfristig planen zu können.

## Erfolgsjahre
Obwohl die Mailboxszene aufgrund der charakteristischen Inselhaftigkeit ihrer einzelnen Knoten und der unzureichenden Erweiterbarkeit ihrer monolithischen Softwareplattformen 1992 eigentlich bereits im Begriff war, vom kulturell wie technologisch offeneren Internet verdrängt zu werden, erzielte die Blackbox fast fünf Jahre lang kontinuierliches Wachstum.
Einen wesentlichen Beitrag zu diesem Erfolg leistete das für die Blackbox eingesetzte Mailboxsystem FirstClass, das nicht nur ausgereifte und effiziente Approximationen von E-Mail, Usenet und IRC vereinigte, sondern gleichzeitig auch wesentlich einfacher zu installieren und zu bedienen war als damals verbreitete Software zur Kommunikation über die entsprechenden Originalprotokolle.
Ein weiterer Faktor war, dass die Blackbox ab 1994 Gateways zu verschiedenen anderen österreichischen Mailboxen, zu Mailboxen in Berlin, Brüssel und Budapest sowie zu Teilen des Usenet finanzieren konnte. Damit schuf sie eine Art regionales Parallelinternet, durch das sich die technologieinhärente Isolation ihrer Community relativ lange kaschieren ließ.
Ein nicht zu vernachlässigender dritter Faktor für den Erfolg der Blackbox war eine nur für Erwachsene zugängliche Forengruppe namens Intimzone, die unter anderem eine durch die Betreiber sanktionierte und mitverwaltete Pornosammlung von in der Geschichte der Jugendmailboxen vermutlich einzigartigem Umfang enthielt.
Gegen Ende 1997 verzeichnete die Blackbox etwa viertausend mehr oder weniger regelmäßige Besucher bei insgesamt über siebentausend Besuchern pro Quartal. Die Blackbox war damit ausgerechnet in dem halben Jahrzehnt, in dem Mailboxen weitgehend zum Anachronismus wurden, zu einem der größten und medienpräsentesten derartigen Systeme der Technikgeschichte gewachsen. Die Blackbox diente nicht nur als digitale Heimat verschiedener Kulturinitiativen und anderer NGOs, sondern auch als Plattform für die ersten Online-Präsenzen des Standard, verschiedener Studentenfraktionen und vierer der fünf damaligen österreichischen Parlamentsparteien. Vor allem die Junge Volkspartei, die Wiener Grünen und der unter Grünen und linken Sozialdemokraten populäre Bundesminister Caspar Einem nutzten die Blackbox intensiv als Diskussionsforum, die Grünen auch zur Kommunikation untereinander.
Namhafte Politiker und Medienpersönlichkeiten ließen sich im Rahmen sogenannter „Promichats“ von der Community interviewen, neben EU-Kommissar Franz Fischler unter anderem Bundeskanzler Viktor Klima, der Generalintendant des ORF Gerhard Zeiler, der Wirtschaftskapitän Hansjörg Tengg, die Künstler Alfred Dorfer und Hermes Phettberg, der Präsident des Wiener Jugendgerichtshofes Udo Jesionek und Geistliche wie etwa der umstrittene Bischof Kurt Krenn, außerdem verschiedene Bundesminister, Bundesgeschäftsführer und Spitzenkandidaten politischer Parteien, Stadträte, leitende Beamte, Herausgeber, Chefredakteure und Kolumnisten. Eine Mitarbeiterin einer inzwischen eingestellten Lifestyle-Zeitschrift stellte sich einige Zeit lang sogar als blackboxeigene Kummerkastentante für Beziehungsangelegenheiten zur Verfügung.
Das Blackbox-Forum 30jährige der Radiomoderatorin Susanne Pauser (heute Pleisnitzer) war mit zuletzt 30.000 Postings Ausgangspunkt des Wickie-Slime-Paiper-Hypes um Kindheitserinnerungen aus den 1970er Jahren.

## Kultur
Zur Zeit der Gründung der Blackbox verfügten in Österreich praktisch nur Universitätsangehörige über Zugang zu Usenet oder Internet, die Mailboxszene beschränkte sich auf noch weniger Menschen. Selbst Anfang 1997 surften erst vier Prozent der Österreicher „mehrmals pro Woche im Internet“. Die Blackbox konnte sich als Teil einer kulturellen Avantgarde fühlen und entwickelte ein entsprechendes Zusammengehörigkeitsgefühl auch über politische und persönliche Differenzen hinweg. Das Gemeinschaftsleben war ausgesprochen intensiv.
Zu den wöchentlich stattfindenden offiziellen Usertreffen ebenso wie zu spontanen privaten Zusammenkünften konnten Mitte der 1990er Jahre ohne weiteres mehrere Dutzend Besucher erscheinen. An der vom öffentlich-rechtlichen Jugendsender FM4 beworbenen Feier anlässlich des fünften Geburtstags der Blackbox am 20. November 1997 nahmen mehrere hundert Gratulanten teil.
Während Usenet und Internet in den frühen und mittleren Neunzigern von angehenden oder praktizierenden Technikern und Naturwissenschaftlern dominiert wurden und Mailboxen überhaupt fast nur Computerinteressierte anzogen, wies die Blackbox einen von Anfang an sehr hohen Anteil eher technikferner Benutzer auf. Einerseits gewann sie, wie von ihren Gründern geplant, Schüler und Studenten sozialwissenschaftlicher und anderer nichttechnischer Studienrichtungen für sich, andererseits wurde sie auch von älteren Menschen verschiedenster Professionen frequentiert, darunter Künstler, Kulturschaffende, Publizisten und Politiker. Auch einige neophile Pensionisten konnte die Blackbox für sich interessieren. Der Frauenanteil war für damalige Verhältnisse bemerkenswert hoch. Die ungewöhnliche Zusammensetzung der Community und ihre Disjunktivität zum Rest des damals gerne sogenannten Cyberspace führten gemeinsam mit technischen Spezifika der Plattform zur Entwicklung einer eigenen Netzkultur, deren Jargon und Umgangsformen sich von der anderer Mailboxen oder des Usenets deutlich unterschied.
Zwei der Besonderheiten der Blackbox waren ihr hoher Anteil an Sockenpuppen, im Blackbox-Jargon als Fakes bezeichnet, und die diesen gegenüber geübte freundliche Toleranz. Die formal als Verein organisierte Blackbox machte uneingeschränkten Zugang von einem Beitritt als außerordentliches Mitglied und damit der Bezahlung eines Beitrags von etwa 800 Schilling (rund 58 Euro) pro Jahr abhängig. Accounts von Nichtmitgliedern unterlagen neben anderen Einschränkungen einer Zugangsbegrenzung auf eine Onlinezeit von 45 Minuten pro Tag. Intensivnutzer umgingen diese Begrenzung durch das Anlegen von Zusatzaccounts.
Es war allgemein bekannt, dass einkommensschwache junge Enthusiasten sich zum Unterhalten von fünf oder mehr Fakes und zum dementsprechenden Posten unter fünf oder mehr Namen gezwungen sehen konnten. Die damit einhergehende relative Toleranz gegenüber Fakes ließ mit der Zeit Fakerei auch aus anderen Gründen um sich greifen. Schließlich diskutierten selbst Administratoren unter alternativen Identitäten.
Aus dem Wunsch nach mehr Vereinsbeitritten heraus und weil die Blackbox theoretisch von jedem User verlangte, unter seinem Klarnamen (auch: „Realname“) aufzutreten, sahen sich die Administratoren zum Löschen zumindest der offensichtlichen Fakes gezwungen. Einige User reagierten darauf, indem sie entweder Freunde und Familienmitglieder oder auch einfach beliebige Namen aus dem Telefonbuch als Fakeaccounts registrierten. Die nicht weniger als zehn aktiven Fakes des populären Blackboxers Huda M. oder die Auftritte der gleichermaßen nymphomanen wie leider schwer zu fassenden Schülerin Tamara Hoffmann zählen für viele Veteranen zu den liebstgewonnenen Anekdoten.

## Kontroversen

### Außenwirkung
Das Elitebewusstsein der Blackbox sorgte für teilweise spannungsbehaftete Außenbeziehungen. Der Philosoph und politische Theoretiker Oliver Marchart etwa störte sich an der von ihm gefühlten Dissonanz zwischen der Selbstdarstellung der Blackbox als nichtkommerzielles Idealistenprojekt und dem Auftreten ihrer Betreiber als wohlhabende Erfolgsunternehmer. Marchart bezeichnete die Betreiber als „SJ-uppies“ und „Datenschnösel“ und warf ihnen vor, „großkotzige Operettenfeiern mit Sekt, Kaviarbrötchen, Paella-Buffet und was weiß ich“ zu veranstalten und sich als Teil der Wiener „Schickeria“ zu gerieren, während Initiatoren vergleichbarer Projekte damit zufrieden seien, ehrenamtlich und „auf reiner Freak-Basis“ zu arbeiten. Die Blackbox wurde wiederholt Ziel derartiger Kritik, wenn auch meist weniger polemisch formuliert.
Besonders gespannt war das Verhältnis der Blackbox zur österreichischen Usenet-Gemeinde. Die Blackbox betrachtete sich selbst als älteste Online-Community Österreichs oder überhaupt Europas. Sie beanspruchte neben der historischen auch kulturelle Präzedenz und sah das österreichische Usenet insgesamt als eine Art Fortsatz ihrer selbst. Aufgrund der Schnittstelle einiger öffentlicher Blackboxforen, die als Newsgroup-Hierarchie at.blackbox.* ins Usenet gespiegelt wurden, ging man dabei so weit, zufällige und nichts von der Existenz der Blackbox ahnende Usenet-Teilnehmer als Blackbox-User zu bezeichnen. Die Usenet-Community auf der anderen Seite bestand darauf, sich als dezentral und die Blackbox als einen Zugangsanbieter unter vielen zu sehen.
In einer Abstimmung 1999 sprach sich eine deutliche Mehrheit dafür aus, die bis dahin tolerierten Blackbox-Newsgroups abzuschaffen und die nicht zum Führen der regulären Gruppen bereite Blackbox damit im Wesentlichen abzuschneiden.

### Prozess
Anfang 1997 musste die Blackbox sich als Beklagte vor Gericht verantworten.
Der für seine scharf formulierte Kritik liberaler und konservativer Weltanschauung bekannte Blackbox-User Tom Kalkus hatte Mitarbeiter der Jungen Volkspartei in deren Diskussionsforum mit Wendungen wie „austrofaschistische Rotzlöffel“ und „reaktionäre Brut“ bedacht. Die Adressaten fühlten sich dadurch in ihrer Ehre verletzt und strengten ein Verfahren sowohl gegen Kalkus selbst als auch gegen die Betreiber der Blackbox an. Der Rechtsauffassung der Jungen Volkspartei nach war die Blackbox ein Medium im Sinne des Mediengesetzes, ihre Eigentümer daher für die von ihr transportierten Inhalte mitverantwortlich und den einschlägigen Bestimmungen zufolge haftbar zu machen.
Das damals geltende Mediengesetz stammte im Wesentlichen aus dem Jahr 1981 und war auf digitale Diskussionsforen nicht vorbereitet. Auch einschlägige Judikatur existierte noch nicht. Der Prozess gegen die Blackbox war in Österreich der buchstäblich erste seiner Art. Die Klage stieß auf breite öffentliche Ablehnung, neben mehreren bekannten Exponenten der Netzkultur stellte sich vor allem der Grüne Abgeordnete zum Wiener Landtag Peter Pilz auf die Seite der Beklagten.
Ein erster Verhandlungstermin am 25. Februar 1997 ergab, dass das Wiener Landesgericht für Strafsachen der Ansicht war, es würde sein Urteil auf Analogiebildung stützen müssen. Das Gericht deutete weiter an, dass es die Blackbox wahrscheinlich als Medium einschätzen werde, eine Verurteilung ihrer Betreiber allerdings trotzdem nicht als Selbstverständlichkeit sah. Der Prozess wurde vertagt und endete schließlich durch Vergleich. Damit wurde die Grundsatzfrage bis zur Novellierung des Mediengesetzes im Jahr 2005, die sie schließlich gegenstandslos machte, nicht ausjudiziert.

## Entwicklung

### MailboxsystemFirstClass
Zwischen 1994 und 1998 wurde die Blackbox auf der Server- und Client-Software FirstClass von der DatenWerk Kommunikationsges.m.b.H. im Auftrag des Vereins betrieben. In den Jahren 1998 bis 2001 übernahm das Unternehmen MediaClan Gesellschaft für Online Medien mbH den Betrieb des Systems. Zu diesem Zeitpunkt hatte das Internet bzw. das Web schon große Verbreitung gefunden, was zu mehr Konkurrenz und damit zu einem Rückgang der Aktivitäten in der Community führte.

### Parallelbetrieb Mailboxsystem und Internet
Ab 1998 entwickelte MediaClan eine auf offenen Standards und auf Webbrowser basierende Plattform für die Blackbox, die den Namen blackbox.net erhielt. Die neue Plattform ging im Herbst 1998 online, beide Systeme wurden gleichzeitig weiter betrieben.

### Gänzliche Übersiedlung ins Internet
Zum Jahreswechsel 1999/2000 wurde die FirstClass-basierte Version der Community abgeschaltet, fortan existierte die Blackbox nur noch in der Webversion. 2001 entschloss sich das Unternehmen MediaClan, die von ihr programmierte Software als Open-Source-Software freizugeben und die Online Community an ihre User zu übergeben. Am 1. Juli 2001 übernahmen einige engagierte User in Form des wiedererweckten Vereins Black Box Systems den Betrieb und die Weiterentwicklung des Systems. Seither finanziert sich der Betrieb ausschließlich aus Mitgliedsbeiträgen.
Bis zum Jahr 2003/2004 konnte im Wesentlichen nur eine Aufrechterhaltung des Status quo, also des ungestörten Betriebes erreicht werden, eine Weiterentwicklung scheiterte bis dahin an mangelnden personellen Ressourcen.

### Weiterentwicklung und Relaunch
Im Jahr 2005 fanden substantielle Weiterentwicklungen im Backendbereich statt. Ende 2005 wurde das Projekt cubic zur Neuentwicklung der Blackbox gestartet, da eine Weiterentwicklung auf Basis der alten Technologien nicht mehr zielführend und zu aufwändig schien.
Im Jahr 2009 fand der offene Betatest der neuen Blackbox statt, die sich nach einem Relaunch als Forum für Politik und Gesellschaft positionieren wollte. Mit März 2010 ging das System in den Normalbetrieb über, die alte Plattform wurde abgeschaltet. Gleichzeitig damit wurden die alten Inhalte der Blackbox ebenso vom Netz genommen wie auch die bisherigen User-Websites unter der Domain Blackbox. Einzig die Inhalte der ehemaligen Hierarchie at.blackbox.* sind aufgrund der bis 1999 bestehenden Schnittstelle mit dem Usenet und der Archivierung durch das Usenet-Archiv weiterhin öffentlich über das Internet abrufbar.
Da sich aus Sicht der Betreiber die Bereitstellung eines Mailboxsystems angesichts der vielen Anbieter von Gratismailboxen nicht mehr rechnete, wurden auch die Mailboxen abgeschaltet und die User aufgefordert, rechtzeitig vor der Abschaltung ihre Mailboxinhalte auf ihre Festplatten bzw. in ihre Gratismailboxen zu sichern. Die E-Mail-Adressen selbst, auch unter den Domains glump.at, depp.at und hamma.net, stellte die Blackbox weiterhin bereit.

### Einstellung
Weil auf den bereitgestellten Foren immer weniger User diskutierten, wurde am 1. September 2012 die Schließung der Blackbox mit Ende November 2012 – nach einem großen Fest zu ihrem 20. Geburtstag am 10. November 2012 – bekanntgegeben. Der Betreiberverein löste sich auf und die Domains wurden dem Unternehmen Mediaclan übergeben, das seitdem die Wartung und den Betrieb der E-Mail-Adressen weiterführt.

## Technik
Die bis 28. Februar 2010 existente Blackbox-Software genannt Netbox lief auf einer Standard-Linux-Installation und basierte im Wesentlichen auf einem Apache-Webserver, einer MySQL-Datenbank und zahlreichen CGI-Scripten, hauptsächlich in C und Perl verfasst. Das System bot neben dem Zugang via Webbrowser POP3, SMTP, NNTP und IRC.
Mit dem Relaunch im März 2010 bis zu ihrer Einstellung basierte das System auf der Webforumssoftware phpBB mit einigen individuellen Erweiterungen.

## Verein und Vorstand
Black*Box*Systems, der Verein zur Förderung computergestützter Telekommunikationssysteme war ein gemeinnütziger Verein, der sich dem Betrieb, der Betreuung und der Weiterentwicklung der Blackbox und ihrer Community widmete. Dies war sowohl im technischen als auch organisatorischen Sinne zu verstehen. Sämtliche Proponenten arbeiteten ehrenamtlich und unentgeltlich.
Die Mitglieder des Vereins, die einen jährlichen Betrag für ihre Mitgliedschaft leisteten und dafür gegenüber herkömmlichen Usern bestimmte Vorteile genossen (es gab einige Zusatzfeatures), hatten das Recht auf Mitbestimmung über die Zukunft des Vereines.
Der Vorstand bestand ab November 2009 aus folgenden Personen:
- Präsident: Harald Havas
- 1. Vizepräsidentin u. Stv. d. Kassierin: Brigitte Grohmann
- 2. Vizepräsident u. Stv. d. Schriftführers: Dieter Henkel
- 3. Vizepräsidentin u. Kassierin: Julia Braunegg
- 4. Vizepräsident u. Schriftführer: Harald S. Frassine

Bei der zu diesem Zweck eingeladenen Generalversammlung am 10. November 2012 wurde einstimmig die Auflösung des Vereins und das Ende des Betriebs beschlossen und anschließend mit Proponenten von früher und von zuletzt der 20 Jahre Blackbox und ihres letzten Geburtstages gedacht.